# Alfonso Fernández de Valencia
Alfonso Fernández de Valencia (1316-c. 1367). Noble y eclesiástico castellano de la Casa de Valencia. Fue hijo de Alfonso de Valencia, señor de Valencia de Campos, y de su segunda esposa, Juana Fernández de Castro, y llegó a ser obispo de Zamora entre 1355 y 1363, durante el reinado de Pedro I de Castilla y los pontificados de Inocencio VI y Urbano V.
Fue bisnieto de los reyes Alfonso X y Sancho IV de Castilla,

## Orígenes familiares
Fue hijo de Alfonso de Valencia, señor de Valencia de Campos y Mansilla, y de Juana Fernández de Castro, y sus abuelos paternos fueron el infante Juan de Castilla el de Tarifa, hijo de Alfonso X, y su esposa, Margarita de Montferrato, hija de Guillermo VII de Montferrato, marqués de Montferrato. Por parte materna era nieto de Fernando Rodríguez de Castro, señor de Lemos y Sarria, y de Violante Sánchez de Castilla, hija ilegítima de Sancho IV.
Fue hermano gemelo de Fernando Alfonso de Valencia, que heredó las posesiones paternas y en 1384, durante el asedio de Lisboa, fue elegido maestre de la Orden de Santiago, aunque falleció ese mismo año a causa de la peste bubónica. Sin embargo, y según Jaime de Salazar y Acha, mucho de lo escrito sobre este noble por Florián de Ocampo es falso, como por ejemplo su nacimiento póstumo, su matrimonio con una hija ilegítima del rey Alfonso IV de Portugal, los señoríos que le fueron concedidos en dicho reino, lo relativo a su nombramiento como maestre de la Orden de Santiago o su supuesta muerte en el asedio de Lisboa, a pesar de que algunos de estos hechos son mencionados por autores fidedignos y prestigiosos, como Luis de Salazar y Castro. Pero Salazar y Acha insiste en afirmar que, de ser cierto su parentesco con la familia real castellana, sería por vía ilegítima, y su principal argumento para sostenerlo es que los señoríos de Alfonso de Valencia no fueron heredados por Fernando Alfonso, que era su hijo «supuestamente legítimo», pero no hay documentos coetáneos que avalen la tesis de que los heredara ni tampoco de que el rey Alfonso XI de Castilla se los arrebatara, como se afirmó en el pasado.

## Biografía

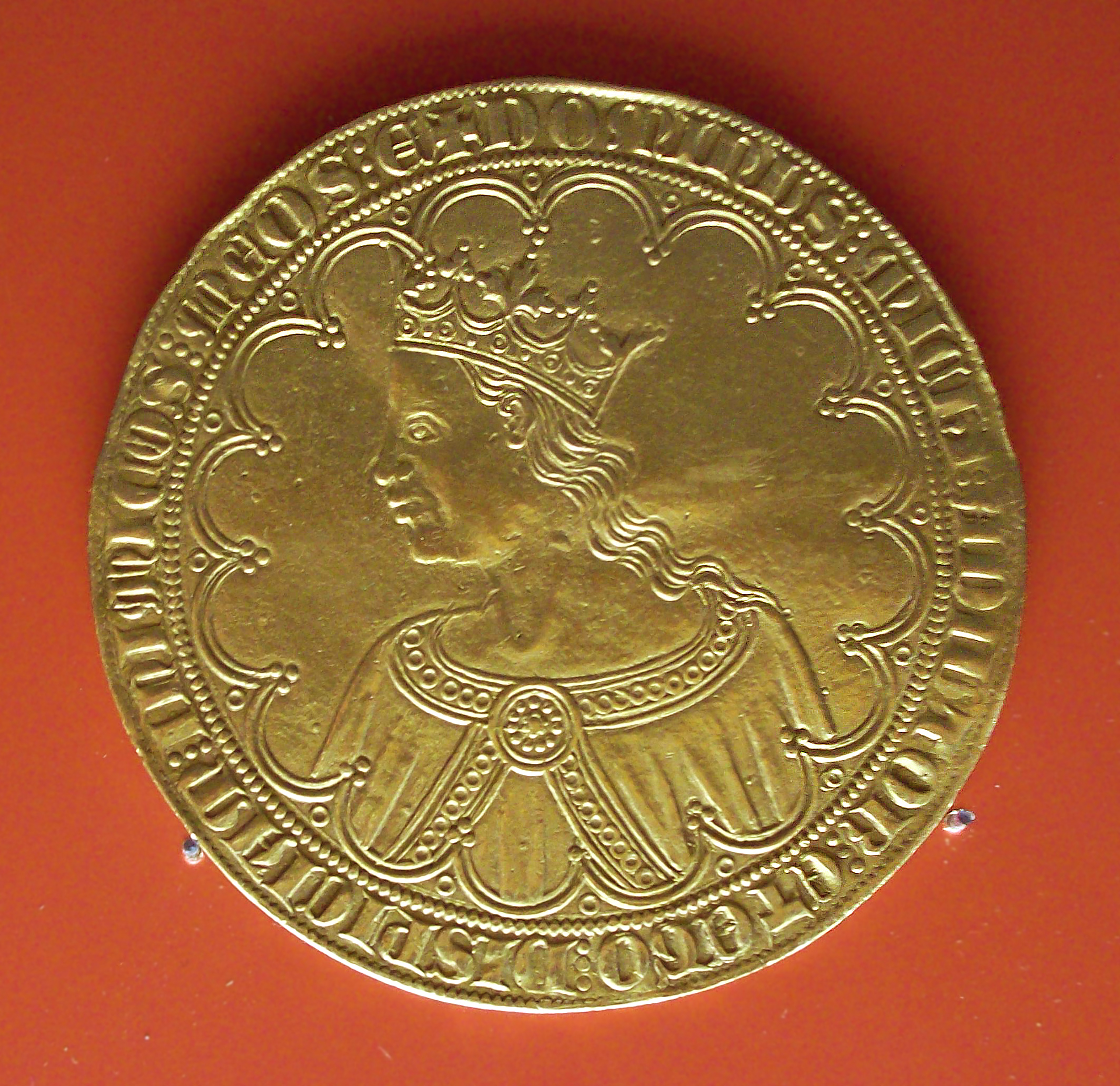
Gran dobla o dobla de a diez de Pedro I de Castilla, acuñada en Sevilla en 1360. (M.A.N., Madrid).

Nació en 1316, diez días después de la muerte de su padre y siendo hijo póstumo al igual que su hermano gemelo, Fernando Alfonso de Valencia, según consta en la Coronica general de España, escrita por Florián de Ocampo, aunque Jaime de Salazar y Acha advirtió en 2021 que ello es «poco creíble», ya que Ocampo descendía de Fernando Alfonso y le convenía que su antepasado hubiera sido hijo legítimo.
A la muerte de su padre su hermano Fernando heredó numerosos señoríos y propiedades repartidas por todo el reino de Castilla, y ambos quedaron bajo la tutela de su tío Juan el Tuerto, que era hermanastro de su padre. Su tío era señor de Vizcaya y alférez del rey, y llegó a ser uno de los tres tutores del rey Alfonso XI de Castilla durante la última etapa de su minoría de edad, junto con el infante Felipe de Castilla, hijo de Sancho IV, y Don Juan Manuel, nieto de Fernando III de Castilla.
A finales de 1326, cuando ambos hermanos contaban con diez años de edad, y un año después de que Alfonso XI alcanzase la mayoría de edad, este último ordenó asesinar a Juan el Tuerto en la ciudad de Toro, y dispuso poco después que fueran confiscadas las propiedades de ambos hermanos, aunque dicha confiscación no es mencionada en la Gran Crónica de Alfonso XI, donde sí consta en cambio que el señorío de Vizcaya y más de ochenta villas y castillos de Juan el Tuerto pasaron a manos del rey, quien añadió a sus títulos el de señor de Vizcaya.

La historiadora Ana Arranz Guzmán señaló que en 1354, durante el reinado de Pedro I de Castilla y a la muerte del obispo Pedro, el cabildo catedralicio zamorano eligió de común acuerdo para suceder al difunto prelado al canónigo Alfonso Fernández de Valencia, quien, a pesar de aceptar la elección capitular, acudió a la Corte pontificia, que se hallaba en la ciudad de Aviñón, con el propósito de que el papa Inocencio VI confirmara su nombramiento como obispo de Zamora, aunque en un primer momento el pontífice declaró nula la elección del cabildo zamorano. No obstante, el 23 de marzo de 1355 el papa confirmó el nombramiento de Alfonso Fernández de Valencia como nuevo obispo de Zamora, y el 14 de abril de 1355, poco después de su nombramiento, el nuevo titular de la sede zamorana se comprometió a realizar el pago de los seiscientos florines que debían ser entregados a la Cámara Apostólica por su nombramiento.

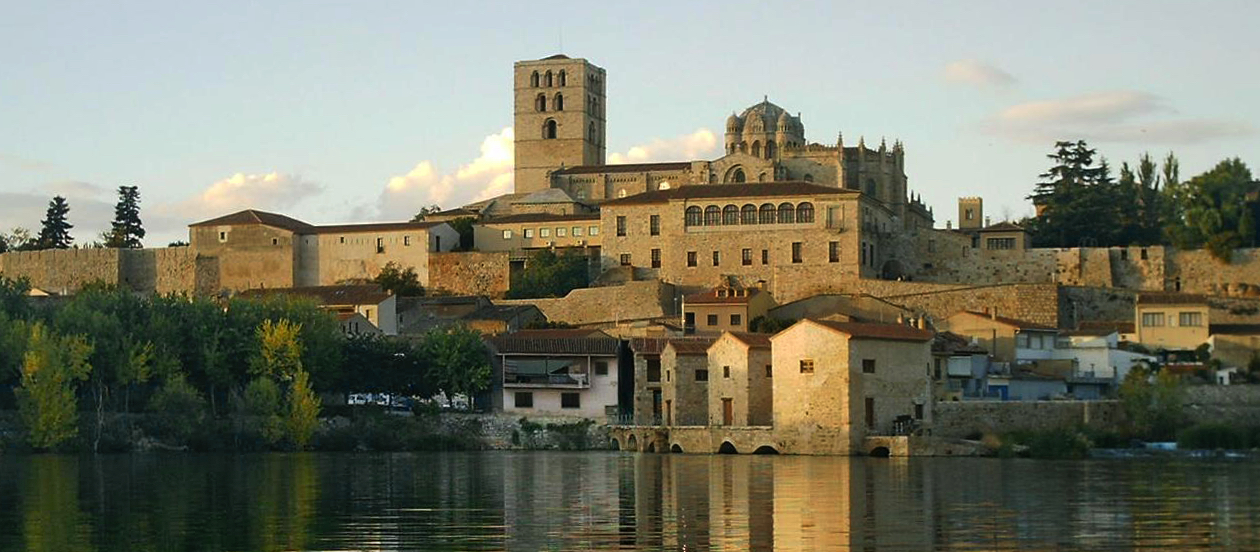
Vista de la ciudad de Zamora y de su catedral.

Un año después, el 30 de mayo de 1356, Alfonso Fernández de Valencia donó al cabildo catedralicio de Zamora todas las heredades que poseía en Villarrín de Campos, Villalba de la Lampreana, Congosta, y unas casas en Zamora «a Corte Grande». Y el 11 de septiembre de 1356 el cabildo catedralicio zamorano arrendó al obispo Alfonso Fernández de por vida el lugar de Mazares, y a cambio debería recibir 24 «cargas de pan mediado» y 150 maravedís anuales.
Alfonso Fernández de Valencia fue obispo de Zamora entre 1355 y 1363, aunque algunos historiadores decimonónicos de la ciudad de Zamora señalaron erróneamente que su episcopado se prolongó hasta el año 1365. No obstante, Martín de Acosta fue nombrado obispo de Zamora el 21 de julio de 1363, y el 15 de septiembre de 1363, dos meses después, dicho prelado se comprometió a realizar el pago de los seiscientos florines que debían ser entregados a la Cámara Apostólica. La historiadora Ana Arranz Guzmán afirmó que la elección de Martín de Acosta fue llevada a cabo por el cabildo catedralicio, al igual que la de su predecesor, y que dicho prelado debía ser petrista, es decir, partidario de Pedro I de Castilla, ya que cuando Zamora fue conquistada por Enrique II en 1371 el obispo Martín se trasladó a Portugal.
Alfonso Fernández falleció en 1367, según algunos autores, aunque otros afirman que murió en 1363 ó 1365, pero conviene señalar que su nombre, como indicó el hispanista Alfred Morel-Fatio, aparece entre los confirmantes del privilegio, otorgado el 4 de mayo de 1369, por el que Enrique II concedió al célebre Bertrand du Guesclin, condestable de Francia, el ducado de Molina y otras villas en el reino de Castilla.

## Sepultura

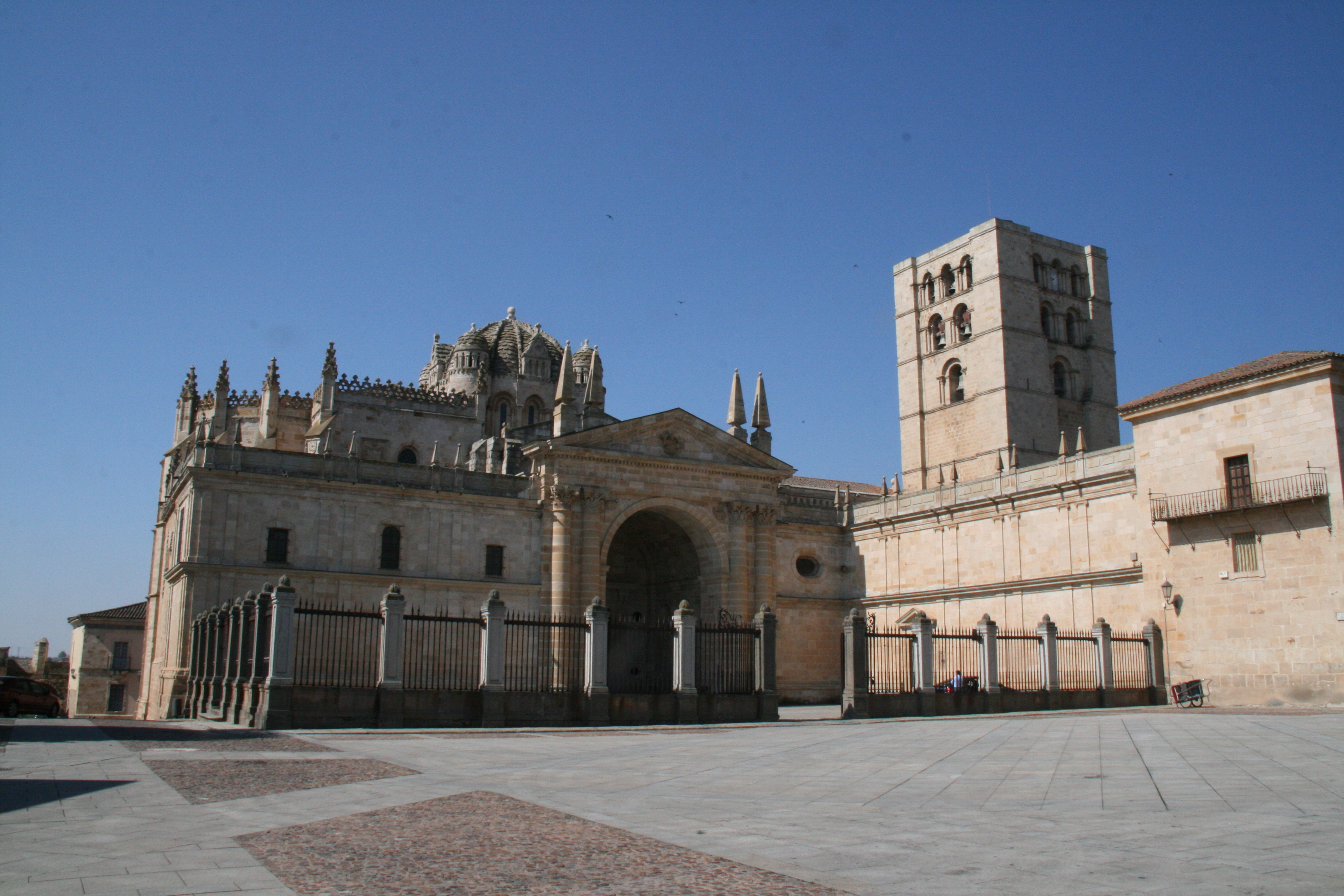
Fachada principal de la catedral de Zamora, donde está sepultado el obispo Alfonso Fernández de Valencia.

Su cadáver recibió sepultura en la capilla de San Bernardo de la catedral de Zamora, que él había ordenado edificar durante su pontificado con el propósito de destinarla a panteón privado, aunque Gil González Dávila, como indicó Carrero Santamaría, señaló erróneamente que este prelado había sido el fundador de la capilla de San Ildefonso de la catedral de Zamora. Y los restos mortales de Alfonso Fernández de Valencia descansaron hasta 1898 en un sepulcro exento o «bello catafalco», en palabras de Ursicino Álvarez Martínez, colocado en el centro de dicha capilla.
En una lápida sepulcral colocada frente al altar mayor de la capilla, que está decorada con el escudo de armas de los Valencia, se encuentra el epitafio del obispo Alfonso Fernández, que fue grabado en el siglo XVII durante la remodelación llevada a cabo en la capilla en esas fechas por deseo de los descendientes de la familia, aunque este mismo epitafio también estuvo colocado en el sepulcro del prelado antes de su desaparición:

AQVI YAZE EL MVY HONRADO / OBISPO QUE FUE DE ZAMORA DON / ALFONSO, NIETO DEL MVI NOBLE / SEÑOR INFANTE DON JVAN, SEÑOR QUE FVE / DE VALENCIA E BISNIETO DEL REY / DON SANCHO DE CASTILLA ESTE / SOBREDICHO SEÑOR OBIISPO MANDO FACER ESTA CAPILLA.

El patronato de la capilla de San Bernardo fue concedido por el cabildo catedralicio el 10 de enero de 1421 al mariscal de Castilla Juan de Valencia, que era sobrino carnal del obispo e hijo de su hermano Fernando Alfonso de Valencia.
| Predecesor: Pedro | Obispo de Zamora 1355 - 1363 | Sucesor: Martín de Acosta |